# تراث شعبي أردني

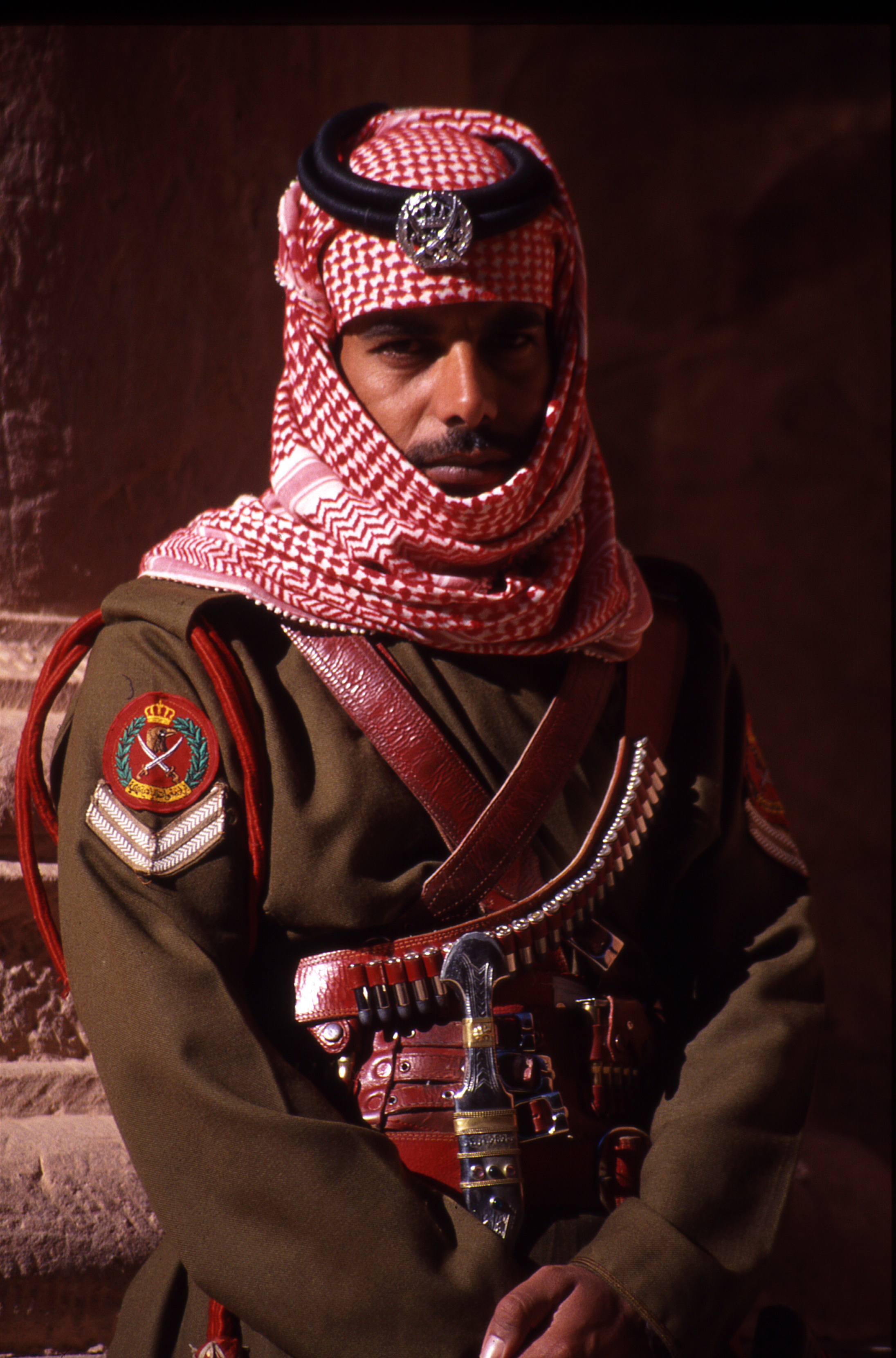
ضابط في حرس البادية يرتدي الزي البدوي الأردني التقليدي

التراث الشعبي الأردني هو مجموعة الفنون القديمة المنحصرة ضمن عادات وتقاليد الشعب الأردني. وانتقلت المعارف المتعلقة بالتراث الشعبي الأردني من جيل إلى جيل آخر عن طريق الرواية الشفهية أو المكتوبة.

## التراث الشفهي

### اللغة العربية
كافة الأردنيين، بغض النظر عن العرق أو الدين، يتحدثون اللغة العربية، التي هي أيضا اللغة الرسمية في الأردن. اللغة العربية في الأردن موجودة على ثلاثة أشكال: العربية التراثية، وهي لغة القرآن، أما اللغة الأدبية فتطورت من العربية التراثية ومعروفة باسم اللغة العربية الفصحى، واللهجات المحلية («العاميات»). هناك لهجة تميز كل منطقة من مناطق الأردن عن غيرها من المناطق الأخرى. إذ تتشابه نسبياً لهجة أهل الشمال ووالوسط لتشكل لهجة مميزة بعيدة عن اللهجة البدوية. في حين تمتاز مناطق جنوب الأردن وشرقه بلهجة أقرب إلى البداوة ولكنها في نفس الوقت متميزة ومختلفة عن اللهجات الدارجة في دول الخليج. كما تنتشر في البلاد لهجة هجينة من اللهجات الأردنية وخاصة الشمالية (لهجة بيضاء) وهي واسعة الاستخدام عند كافة شرائح المجتمع. أما اللغة الإنجليزية فتستعمل على نطاق واسع في مجال التجارة والحكومة، وتدرس اللغة الفرنسية في بعض المدارس الخاصة. الأقليات مثل الشركس، الأرمن، الشيشان والأكراد يستخدمون لغاتهم في محيطهم الخاص.

### الادب

مصطفى وهبي صالح التل (عرار) (25 مايو 1899 - 24 مايو 1949) أشهر شعراء الأردن

إن المتابع للحركة الأدبية في الأردن يمكن أن يرصد مسارها من خلال مراحل ثلاث هي: الأدب زمن الإمارة (1921- 1946)، والأدب ما بين النكبة والنكسة (1950- 1988) أو زمن وحدة الضفتين، والأدب ما بعد عام1988حتى اليوم.[بحاجة لمصدر] لقد ازدهر الشعر والنثر في زمن الامارة، إذ كان مصطفى وهبي التل (الملقب «بعرار») شاعر الأردن الأول حيث قال شعراً فصيحاً منظوماً أقرب إلى روح الشعب، وكان صوتاً جريئاً ناطقاً باسم فقراء الأمة ومظلوميها في تلك الفترة. وفي حقل النثر، كان محمد صبحي أبو غنيمة أول من كتب 'أغاني الليل'، وهي مجموعة قصص اجتماعية وأخلاقية وأدبيّة. بعد وحدة الضفتين ظهر أدب جديد من تمازج الهويّة الأردنيّة والفلسطينية، أنتج أدباء فلسطينيون أردنيون كتبوا الرواية والقصة مثل جُمعة حمّاد ومفيد نحلة، وشعراء أردنيون فلسطينيون مثل; خليل زقطان وفدوى طوقان. كان عقد الخمسينات، والستينات مرحلة التأسيس للأدب الأردني الحقيقي، ففيها نشأت المجلات الأدبية المتخصصة التي ترعى الأدب وتشجع الأدباء، وفي هذه المرحلة تعددت المنابر الأدبية وكثر التأليف، ونشأت رابطة الكتّأب الأردنيين عام 1976، وضمّت مئات الشعراء والكتّأب في أنشطتها.

### الموسيقى والرقصات الشعبية
لأردن تاريخ عميق بالموسيقى يعود لآلاف السنين، ترافق مع الحضارات الكثيرة التي قامت على أرضه. تتنوع الموسيقى التقليدية والغناء الشعبي في الأردن؛ فهناك الغناء الريفي، وهو ذلك الغناء الفلكلوري المنتشر في قرى وبلدات ومدن الأردن وخاصة في مناطق الشمال والوسط لا بل أن هذا الغناء قد دخل كافة المدن الأردنية بقوة. جاءت أغاني الريف أكثر سرعة ورشاقة وزخرفة منها في البادية بحكم الإيقاع الحياتي المتحرك النشط في مواسمها ومناسباتها. وتُؤدّى غالبية القوالب الموسيقية الريفية بشكل جماعي حيث ترافقها الرقصات (الدبكات) الشعبية المنتشرة على مساحة الأردن، ويصاحبها آلات موسيقية شعبية منها الشَّبابة، المِجْوِزْ، اليَرْغُول، الطّبْلة، والقربة.
الغناء الريفي: هو ذلك الغناء التقليدي الفلكلوري المنتشر في أرياف ومدن وبلدات الأردن، وخاصة في مناطق الشمال والوسط لا بل أن هذا الغناء قد دخل كافة المدن الأردنية بقوة. وللغناء الريفي ميزاته الخاصة، فهو يُعبّر أصلاً عن إيقاع الحياة القروية ونبضها، إذ يتحدث عن الزراعة باعتبارها مصدر الرزق الأول في القرية، والمواسم الزراعية هي أجمل المناسبات العامة فيها، وطبيعة الحياة في القرية تختلف عنها في البادية ولذلك جاءت أغاني الريف أكثر سرعة ورشاقة وزخرفة منها في البادية بحكم الإيقاع الحياتي المتحرك النشط في مواسمها ومناسباتها، وتُؤدّى غالبية القوالب الموسيقية الريفية بشكل جماعي حيث ترافقها الرقصات (الدبكات) الشعبية المنتشرة على مساحة الأردن.وهناك أيضا فرق شعبية تعزف على الشبابة والناي ويرددون الزجل والقصائد العربية الأصلية والموشحات الأندلسية.
الغناء البدوي: وهو ذلك الغناء التي يقوم به (البدو) وهم مجموعة من السكان تقطن البادية الأردنية، وقد تميز الغناء البدوي بقلة الحِليات والزخارف اللحنية أو الإيقاعية، حيث حافظوا على أصالة الغناء العربي القديم من خلال مجموعة قيّمة وهامة من القوالب الغنائية البدوية أهمها: الحداء، الهجيني، الشروقي، القصيد (السامر). هناك رقصة ترافق غناء السامر أو القصيد يرقصها الرجال في حلقة تشاركهم فيها «الحاشي» وهي (المرأة التي ترقص بالسيف وسط حلقة السامر). أحيانا يرافق الغناء البدوي آلة الربابة خاصة في قوالب الهجيني والشروقي.
الغناء البحري: هو نوع من الغناء محدود جداً في الأردن، وذلك لضيق المساحة البحرية التي يطل عليها، إذ لا توجد في الأردن سوى منطقة غنائية بحرية واحدة هي مدينة العقبة (أيْلَة) على رأس الخليج المسمى باسمها (خليج العقبة) أقصى جنوب الأردن. يرافق هذا الغناء إيقاعات مميزة استٌمدت من تموّج البحر مع استخدام آلة السمسمية وهي شبيهة بالكنارة عند المصريين.
السامر: أوالسامري وهو فن غنائي شعبي، وترتبط تسمية هذا الطقس الاحتفالي بالسّمر، أي السّهر.

فرقة دبكة شعبية على جبل جرزيم في نابلس.

فيما يشترك في تأدية فقرات السامر مجموعة من الشخوص الذين تكون لهم أدوارٌ واضحةٌ وموصوفة، وعلى بعضهم التمتّع بنوعٍ خاصٍ من المزايا التي تخوّله للقيام بدوره في طقس السّامر، ومن جملة هؤلاء الأشخاص:
1- القاصود (أو البدّاع) : وهو الشخص الذي يستلم مهامّ القيادة الموسيقيّة لغناء شعر السّامر، ويمكن اعتباره على أنه قائد جوقة المُنشدين
2- الردّيدة : وهي بمثابة الجوقة من المُنشدين، الذين يصطفون على هيئة صفٍّ واحدٍ، وفي بعض الأحيان على صفّين متقابلين، ويقومون بإعادة ترديد أبيات الشّعر التي يغنّيها القاصود، أو بالرّد على غنائه بمردّات ثابتة.
المجوز: هو فن شعبي من الموروث الثقافي والشعبي في كافة بلاد الشام(الأردن، لبنان، سوريا، فلسطين).
الدبكة الأردنية: هي رقصة فلكلورية أردنية والرقصة الوطنية للمملكة الأردنية الهاشمية. يصطف الراقصون إمَّا على شكل صف أو على شكل قوس أو دائرة. يكون الراقصون من الذكور أو الإناث، وتؤدى الرقصات إما مختلطة أو بانفصال الجنسين. يقود الرقصة أول الراقصين، وهو يحدد بشكل عام منحى الرقصة، ويقوم عادة بأداء حركات إضافية تظهر مهارته. والدبكة تكون عبارة عن حركات بالارجل وتتميز بالضرب على الأرض بصوت عال مترافقة بالغناء وعزف الموسيقى الفلكلورية. وهي جزء مهم من التراث والفلكلور الأردني، وتمارس في حفلات الزفاف والمناسبات الوطنية.

## التراث اليدوي

### الزي الشعبي الأردني
هي الأزياء التراثية التي يرتديها الأردنيون، وتمثل جزءا مهما من تاريخ وهوية وثقافة الشعب الأردني ونتاجه الحضاري عبر القرون.
لباس المرأة الأردنية:
يتألف لباس المرأة البدوية من:
1- الملفع (العصابة): هو قماش أسود أو مقصباً باللونين الأسود والأبيض يلف على الرأس من ثم ترتدي فوق الملفع (الهبرية) أي العصابة التي تعصب الرأس وهي من الحرير الملون وذلك كلباس للرأس.
أما  لباس الجسد فيتكون من ثوب طويل أسود اللون يدعى (ملس) أو (أبو رويشة)، ترتدي فوقه   ثوبا (المدرقة)يكون مزركشاً وملونا يدعى (صاية) وهو مطرز بخيوط (فتل) لونها أزرق وتطرز باليد عادة أو أسود ساده ومن اشكال الأثواب (المدارق)
2- أبو ردين: يكون بلا كم ويلبس أسفله قميص.
3- ثوب عبّابي: بشبه العبائة، ويكون ثلاث طيات ويلبس فوقه الدامر الجوخ فترتديها المرأة فوق الصاية وتسمى أيضا (المقطنة) وتصنع باليد.
ومن أزياء المرأة المميزة حزام يدعى (الشويحي) وهو منسوج من الحرير المزركش تتدلى منه شراشيب تصل الركبة وقد اختفى هذا الحزام تقريبا. وتتكون حلي البدوية من الذهب والفضة متمثلة (بالتراكي) على الرأس، والحلق، (والوردينة) التي توضع في أحد جانبي الأنف من الأسفل،(والعران) الذي يعلق في وسط الأنف من الداخل متدليا حتى يغطي منتصف الشفة العليا والسفلى من الفم (والكردان) في العنق وأخيرا (الحجول) وهي الخلاخيل في الأرجل وقد اختفى تقريبا (العران) و (الحجول).
لباس الرجل:
تتشابه البسة الرجال في منطقة بلاد الشام من حيث الشكل والبساطة مع اختلافها من حيث طبيعة الحياة القروية أو البدوية أو المدنية. ولكون سكان الأردن في الاصل من البدو فان اللباس التقليدي لهم هو اللباس البدوي.
يتألف الثوب التقليدي للرجل من:
1- الكبر أو القمباز أو الدشداش : يخاط من قماش الروز الابيض ويركب على اطرافه القيطان الابيض وتسمى بالقبة الصينية وتزين بالقيطان وتغلق على قدر حجم الرقبة.
2- الدامر : وهو معطف يصل إلى ما دون الخصر ويلبس في الصيف مع لباس الرأس (القضاضه) المصنوعه من الجورجيت الناعم المهدب على الاطراف و (العقال) المصنوع من شعر الماعز ويسمى (المرعز) اما في الشتاء فيلبس (الكبر) مع (الدامر) المصنوع من قماش الجوخ ذي الالوان الفاقعة.
3- العباءة : رداء فضفاض ذو الوان فاتحه بالصيف وغامقه بالشتاء وتصنع من وبر الجمال وهي خفيفة وفضفاضه وذات اكمام عريضه واحياناً يلبسها الرجل على الاكتاف.
4- السروال : وهو بنطلون واسع فضفاض ابيض مصنوع من الكتان يربط برباط على قدر الرجل من الاسفل ويزم شكل واسع من الاعلى على قدر الخصر.
5- لباس الرأس (الشماغ): لونه احمر وابيض وهو مهدب بخيطان القطن الابيض ويلبس بطريقه اللثام أو يرد من أحد جوانبه على العقال ويترك الآخر على الكتف.
6- العقال : وهو مجدول من شعر الماعز الاسود يسمى (عقال المرعز) يلبس فوق (الشماغ) ويتباهى به الرجال الأردنيون.
7- الجناد : وهو حزام يربط على الصدر بشكل مصلب أو احادي الطرف وهو مصنوع من الجلد الاوسود وله جيوب توضع فيها الرصاصاو مونه المسدس بالاضافه إلى محفظة تربط على جانب الخصر ويحفظ فيها المسدس ومن الطرف الآخر (الشبرية) وهي ادوات تستخدم لذبح الاغنام وتدل على كرم الرجل العربي كما انها تستخدم للدفاع عن النفس أو لغايات الصيد في الصحراء أو الرعي أو في حالات الحراسة.

### التراث اليدوي
صناعة السيوف والاسلحة التقليدية: حيث اشتهرت هذه الصناعة في منطقة الكرك وفي مؤتة نسبة إلى اشراف مؤتة على بلاد الشام، ولا تزال هذه الصناعة قائمة حتى الآن حيث تزين السيوف والخناجر بالزخارف الغائرة والبارزة، ولا زالت هذه الحرفة موجودة وتتطور.
التطريز: وهي حرفة منتشرة في اغلب مناطق فلسطين والأردن، حيث تقوم النساء بتزيين ثيابهُن بتطريزات حريرية ذات اشكال هندسية أو نباتية أو حيوانية.
الخزف: مثل صناعة الجرار الفخارية.

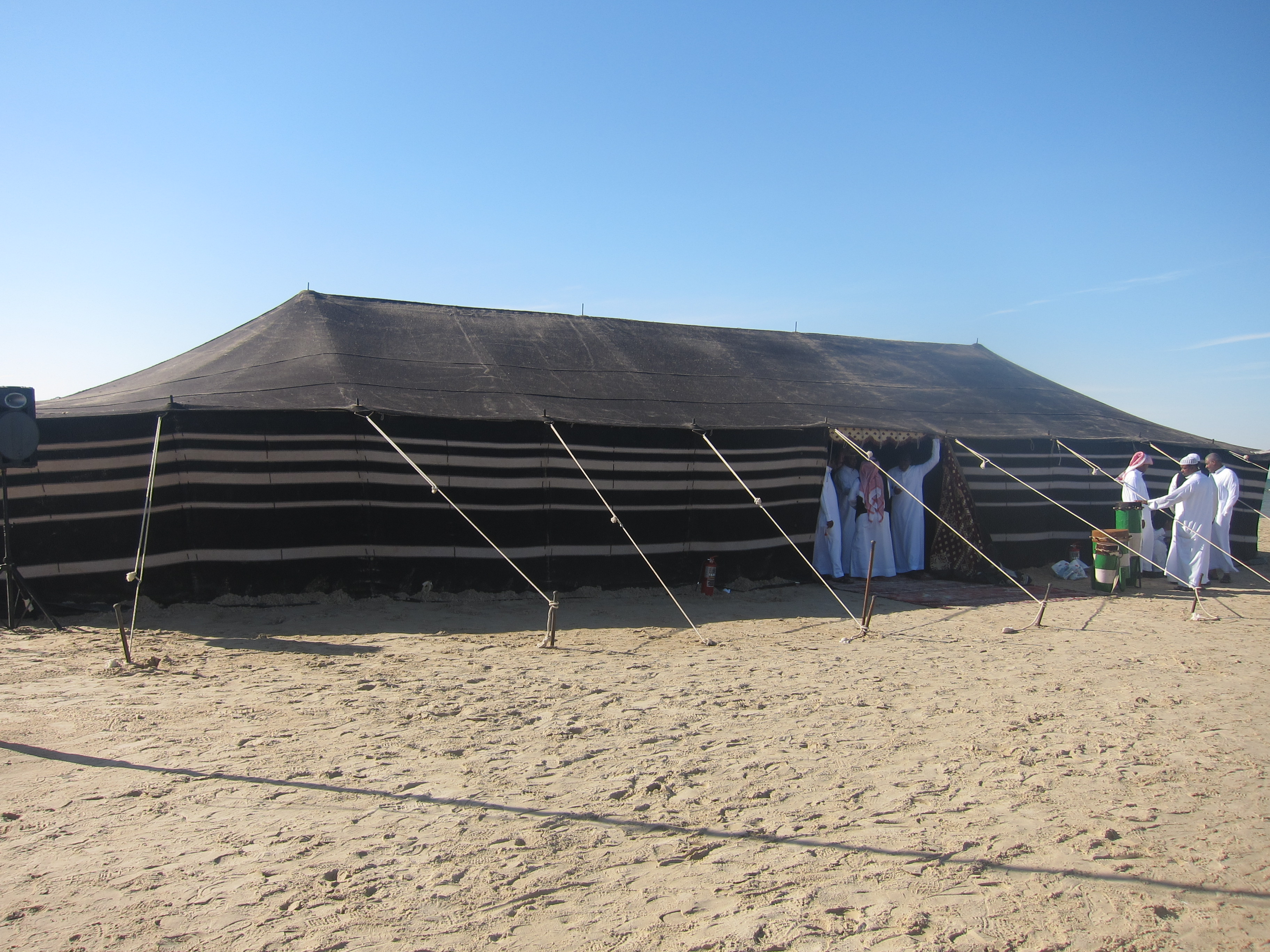
بيت شعر

صناعة بيت الشعر: بيوت الشعر: هي من أهم الوسائل التي صنعها البدو بطريقة تقنية وتقليدية، كما تتميز بيوت الشعر بمقاومة تحملها للظروف الصحراوية المتقلبة.
وتتميز بيوت الشعر بخفتها في عملية التنقل، ويمكن للمرأة البدوية إصلاح البيوت المصنوعة من الشعر دون الحاجة لمن يساعدها، أما في موسم الأمطار فتتضخم خيوط الشعر فتضيق حلقاتها بفعل المياه، وبذلك لا تتسرب إلى داخل البيت، كما إنه عند إشعال النار بداخله فإن الدخان يصعد إلى الخارج عن طريق الفتحات.
*المكونات الأساسية لصناعة بيت الشعر:
1. الصوف.
2. شعر الماعز.

*المكونات الأساسية لصناعة بيت الشعر:
1. الصوف.
2. شعر الماعز.

*أما الأدوات المستخدمة في صناعة بيوت الشعر:
1. المطرق: هو عصا يتم استخدامه في عملية تنظيف الشعر وتنقيته، ويؤخذ من غصون الأشجار .
2. (المخيط): أداة حديدية تشبه الإبرة لكنها أطول.
3. الأوتاد: قطع خشبية يتم تثبيتها في الأرض.
4. (المشاق): وهي عبارة عن خليط من الشعر والصوف.
5. المغزل: قطعة خشبية من قطع الأشجار يتم (تشقيق) أطرافها على شكل مثلث ووظيفتها التسهيل على المرأة البدوية في عملية الغزل.
6. الأطناب: حبال مصنوعة من صوف الماعز والإبل تستخدم لشد بيت الشعر وتثبيته.
7. (الكبة): مجموعة من الخيوط المغزولة عن طريق المغزل تشبه الكرة، تساعد المرأة البدوية في صناعة بيت الشعر.

*أنواع بيوت الشعر:
1. (القطبة): بيت الشعر المؤلف من خانتين.
2. (الفازة): بيت الشعر المؤلف من 3 خانات.
3. (المثولث): بيت الشعر المؤلف من 3 خانات أيضا.

(المروبع): بيت الشعر المؤلف من 4 خانات.

### فن العمارة الأردنية

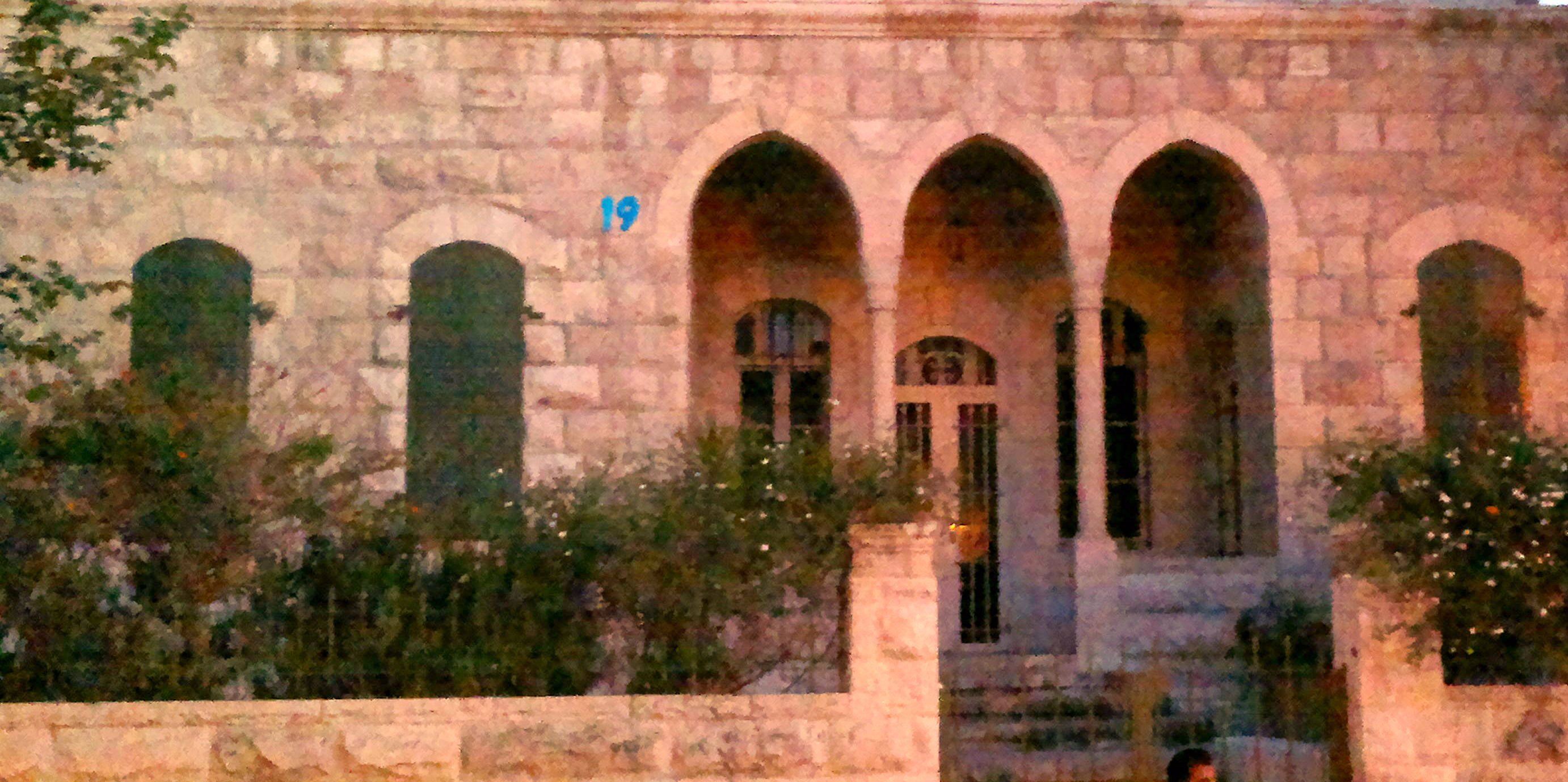
واجهة حجرية لمنزل تراثي في العاصمة الاردنية عمان

رتبط الفن والعمارة في الأردن ارتباطاً وثيقاً بتاريخ الفن وأنماطه في المنطقة العربية المجاورة كلها. وقد كان لنهر الأردن كبير الأثر في منطقة بادية الشام إذ مهّد لظهور حضارات تركت آثاراً كثيرة ومهمة في فنونها التشكيلية والمعمارية. مثلاً تميزت صناعة الفخار في الأردن في العهد النبطي بالمهارة ونعومة الملمس، وكان الفخار يزيّن برسوم هندسية وبألوان كالأحمر والبني والأسود، وكان النحت النبطي متطوراً، ومن ذلك منحوتة الإله هيليوس ومنحوتة إيروس ورأس الإله هرمس. أما فن الفسيفساء الأرضي في شرق الأردن في العهد البيزنطي (القرنين الخامس والسادس الميلاديين)، فكان من أشهر القطع التي تم الكشف عنها لوحة تمثل خريطة الأرض المقدسة رسمت عليها مواقع الزيارات وكتبت أسماؤها بالحرف البيزنطي، ولوحة أخرى تمثل ملكات ثلاثاً ترمز إلى مدن مأدبا وغريغورية ورومة. بذلت في الأردن في عقود القرن العشرين الأخيرة جهود حكومية لتشجيع الفن التشكيلي خاصة، وفتحت بعض صالات العرض أبوابها للتصوير والنحت والرسم والحفر والزخرفة، كما تابعت الفنون التطبيقية التقليدية والمهن اليدوية مسيرتها كالخط العربي والبسط والسجاد والجلديات والفخار والخزف والتطعيم بالصدف وتماثيل خشب الزيتون الصغيرة. وتأسست 'ندوة الفن الأردنية' سنة 1953، وتأسست كلية الفنون الجميلة في جامعة اليرموك سنة 1980. أما الجمعية الملكية للفنون الجميلة فقد تأسست في عمان سنة 1979، وقامت ببناء المتحف الوطني الذي أفتتح سنة 1980، ويضم اليوم أعمالاً فنية للفنانين الأردنيين وأعمالاً للفنانين العرب. نشطت حركة العمران والبناء في الأردن منذ أوائل القرن العشرين وازدانت المدن الرئيسة بأبنية حكومية ومساكن خاصة مشيّدة بالحجر الأردني الجميل، وبرع المعمار الأردني بأساليب العمارة العالمية المعاصرة في محاولة لتطويعها للمناخ المحلي.

### المطبخ الأردني

المنسف (الاكلة الشعبية في الاردن)

تطور النمط التقليدي لإعداد الطعام في الأردن مع تطور العصو، كان قديما يخبز الخبز على الطابون أو التنور وما زال لكن على نطاق اقل وأصبحت الطرق الحديثة منتشرة أكثر كما يضم الخبيز جميع ما يخبز في الفرن) والقلي والشواء (على الفحم) إلى حشو الخضروات (ورق العنب والباذنجان وغيرها)، واللحوم، والدواجن. من الشائع أيضا في أسلوب الطبخ الأردني الشوي وإعداد الأطعمة مع الصلصة الخاصة بها (مثل المنسف وتشريبه).
المنسف: تشتهر الأردن بأكلة المنسف، الفكرة الأساسية في عمل المنسف هي استخدام لبن الجميد في طبخ اللحم حيث أن اللبن هو أهم مكونات المنسف. يطبخ اللحم في مرق اللحم والجميد وقد يخلط معه اللبن الرائب، ويضاف السمن البلدي للأرز المفلفل، ويقدم في طبق كبير يوجد بأسفله رغيف من خبز الشراك ومغطى بخبز الشراك أيضاً (الخبز الرقيق المخبوز على الصاج)، يوضع عليه الأرز ومن ثم اللحم ويزين باللوز والصنوبر والبقدونس المفروم.

## التراث الثقافي والطقوس
العادات العربية الموجودة في المنطقة، هي نفسها العادات الشائعة في الأردن، إذ أن العادات المتعلقة بالكرم وحسن المعاملة للضيف، والمعاملة ما بين الأشخاص، وغيرها لا تختلف ما بين الأردن وباقي الدول العربية. ولكن ما يميز الأردن هو التجانس والتمازج ما بين ثقافته، وثقافة البلاد المحيطة به، مثل السعودية والعراق وفلسطين وسوريا.[314]
و الثقافة الأردنية هي ثقافة عربية أصيلة، ويشتهر الأردنيون بحسن الضيافة والكرم.

### الدين
الديانة الرسمية في الأردن هي الإسلام، ويشكل المسلمون نحو 97.2 ٪ من الشعب الأردني، والمسيحية 2.2 ٪ (الأغلبية اليونان الأرثوذكس، مع الكنائسة الكاثوليكية، كالروم الملكيين الكاثوليك، وكنائس اللاتين التي تتبع الكنيسة الكاثوليكية الممثلة بشخص بابا الفاتيكان، السريان الأرثوذكس، اقباط أرثوذكس، آشوريين، كلدان كاثوليك، أرمن أرثوذكس، وطوائف بروتستانتية. أخرى 0.6 ٪. هناك أعداد قليلة من الدروز والمسلمين الشيعة والبهائيين.

### عادت الزواج
تنقسم مراسم الزواج في الأردن إلى:
الجاهة: بعد موافقة كلا الطرفين تتوجه 'جاهة' العريس (وهي مكونة من كبار أقاربه من الرجال) إلى بيت العروس الذي يتواجد فيه كبار عائلتها أو وجهاء ممن اختارهم أهل الفتاة ليكونوا في انتظار جاهة العريس، التي تقوم بطلب الفتاة بشكل رسمي، ويتم خلال هذه الجلسة الاتفاق على موعد كتب الكتاب (عقد الزواج) وتحديد موعد حفلة الخطوبة، وحفلة الزواج التي تكون عادة بعد سنة من حفلة الخطوبة، كما يتم تحديد المهر وتوابعه مما يتفق عليه الطرفان.
الكشف قبل الزواج: عد الكشف الطبي وهو إجراء قانوني أكثر منه تقليد شعبي، حيث يذهب الزوجان المستقبليان إلى أحد المراكز الطبية ويقومان بأجراء فحص طبي وذلك لمعرفه مدي التوافق الجيني بين الزوجيين وخلوهما من الامراض الجينية التي قد تسبب لهما مشاكل صحية أو تسبب تشوه أو اعاقه لأبنائهم وهي خطوة ايجابيه جدا من الحكومة لتحسين مستوى النسل الأردني.
كتب كتاب العروسين: يقوم شيخ يسمى الخطاب بسؤال العروس إذا كانت توافق على الزواج من العريس ثم يسال العريس إذا كان يوافق على الزواج من العروس.
فترة الخطوبة: هي فترة فتره الاستعداد للعرس والزواج حيث يبدأ العريس والعروس باختيار اركان منزلهم بداية من المنزل والاثاث والادوات الكهربية حتى الوصول إلى الكماليات ليكتمل بيت الزوجين قبل الميعاد المحدد ليوم عرس الزفاف.
فترة الحناء: قبل يوم الزفاف بعدة أيام يقيم كل من العريس والعروس ليالي الحناء حيث يدعو ويستقبل يستقبل الشاب اصدقائه وجيرانه الشباب إلى منزله لتناول الطعام واحياء ليالي مليئة بالصخب والرقص والتي تمدد لثلاث أيام بينما تدعو العروس صديقاتها إلى بيتها حيث يقمن بالرقص وتذهب ام العريس ومعها نسوة من أهل العريس إلى بيت أهل العروس ومعها الحناء وتقوم بوضع ألحنه على يدي العروسة ثم يرقصون ويضعون ألحنه احتفالا بليلة لعرس المنتظرة.
يوم الزفاف الكبير: ثم يأتي اليوم المنتظر يوم العرس حيث يذهب العريس إلى صالون الرجال لقص الشعر وخلافه ثم يرتدى بدله العرس ويزين السيارة ليذهب إلى العروس في مركز التجميل التي ذهبت اليه لتحضر نفسها للعرس. ثم يذهب موكب العروس أو ما يسمى بالزفة إلى قاعه الافراح المستأجرة.
قديما كانت تقام الافراح الأردنية في الحارات والساحات والتي كانت تمنح الحي بأكمله بهجه غير عادية تستمر لعدة أيام حيث كان يقام يوم للحنة ويوم لقرائه الفاتحة ويوم للعرس بينما تم استبدال هذا التقليد الجميل باستئجار قاعات الزفاف دون النظر إلى التكلفة المرتفعة جدا التي تترب على تأجير القاعة كما انه تم استحداث عادة ان يبيت العريس والعروسة أول يوم في غرفة في فندق فخم.

### من عادات طقوس العزاء في الأردن
التعزية: هي قدوم الناس لاهل المتوفي ومواساة ذوي الميت وتخفيف مصابهم وحثهم على الصبر والاحتساب.
الحداد: هو اعلان الحداد على المتوفي لمدة ثلاثة أيام.
تقديم الطعام عن روح المتوفي.
يقوم المسلمين بدفن موتاهم حسب المعتقدات الإسلامية، ويقوم المسيحيين بدفن موتاهم حسب المعتقدات المسيحية.